# Paul Masson
Paul Masson (Mostaganem, Algéria, 1874. november 30. – 1944. november 30.) olimpiai bajnok francia kerékpárversenyző.

## Pályafutása
Három versenyszámban nyert aranyérmet az 1896. évi nyári olimpiai játékokon Athénban. Első győzelmét a 2 kilométeres sprintversenyen szerezte, miután 4:58,2-es idejével megelőzte a görög Sztamátiosz Nikolópuloszt. A 10 kilométeres versenyszámban honfitársát, Léon Flamenget megelőzve szerezte meg az aranyérmet. 24 másodperc alatt teljesítette a 333 méteres távon rendezett időfutamot, ezzel begyűjtve harmadik sikerét.